# Hesperella
Hesperella is een geslacht van kevers uit de familie bladkevers (Chrysomelidae).
De wetenschappelijke naam van het geslacht werd in 1995 gepubliceerd door Medvedev.

## Soorten
- Hesperella lopatini Takizawa, 2005
- Hesperella maruyamai Takizawa, 2005
- Hesperella violaceipennis Medvedev, 1995